# Сарыколь (Алматинская область)
Сарыколь (каз. Сарыкөл) — село в Кегенском районе Алматинской области Казахстана. Входит в состав Тасашинского сельского округа. Код КАТО — 195865400.

## Население
В 1999 году население села составляло 129 человек (74 мужчины и 55 женщин). По данным переписи 2009 года, в селе проживало 85 человек (48 мужчин и 37 женщин).